# George Clair
George Clair (ur. 3 sierpnia 1930, zm. 11 sierpnia 2011), wysoki funkcjonariusz Centralnej Agencji Wywiadowczej, m.in. zastępca Dyrektora Centrali Wywiadu do spraw operacyjnych, główna postać afery Iran-Contras. Także pierwszy wyższy rangą funkcjonariusz CIA (drugim był DCI Richard Helms) skazany przez sąd z oskarżenia o ciężkie przestępstwo w trakcie pełnienia obowiązków służbowych.
George Clair wstąpił do Sił Lądowych Stanów Zjednoczonych (US Army) w 1953, następnie w 1955 wstąpił do Centralnej Agencji Wywiadowczej - CIA. Początkowo pracował w Korei Południowej, następnie w 1957 został przeniesiony na placówkę CIA do Hongkongu. W następnych latach był ciągle przenoszony, m.in. do Afryki, Indii, Grecji i w końcu powrócił do centrali agencji w Langley. Już jako zastępca Dyrektora Centrali Wywiadu ds. operacyjnych zaangażował się w nielegalną transakcję sprzedaży broni do Iranu w zamian za uwolnienie zakładników amerykańskich przetrzymywanych w Libanie.
Przed sądem stanął z oskarżenia o utrudnianie śledztwa, krzywoprzysięstwo i złożenie 14 października 1986 fałszywych zeznań przed Komisją ds. Wywiadu Izby Reprezentantów w sprawie zestrzelenia nad Nikaraguą 5 października 1986 samolotu transportowego z bronią dla rebeliantów Contras. Pierwszy proces Claira w sierpniu 1992 przerwano, nie wydając wyroku, z powodu błędów proceduralnych ze strony oskarżenia. W drugim procesie, który miał miejsce 9 grudnia 1992, został uznany za winnego dwukrotnego złożenia fałszywych zeznań w Kongresie. Wyrok miał zapaść na początku 1993, ale 24 grudnia 1992 prezydent George H.W. Bush ułaskawił Claira i pięć innych osób zamieszanych w sprawę Iran-Contras.